# Coriza
Coriza é a inflamação da mucosa nasal, acompanhada eventualmente de espirros, secreção e obstrução nasal. Na linguagem popular ou coloquial pode-se usar "nariz escorrendo", "nariz entupido" ou até mesmo catarro escorrendo.
A coriza é causada por excesso de muco, e pode obstruir os canais dos seios nasais e das tubas de Eustáquio, causando dor e infecção.

## Tipos
A secreção nasal pode ser de um destes três tipos, associada a diferentes tipos de doenças:
- Transparentes e ralas — resfriado comum, alergias, rinite alérgica ou febre do feno;
- Espessas e amarelas ou castanho ou verde — sinusite ou tuberculose;
- De cor ferrugem ou verde —  infecções bacterianas ou lesão encefálica.

Nota: A coloração amarela nem sempre indica sinusite ou tuberculose.

## Agentes causadores
- Modo biológico: Pode-se citar como seus causadores os vírus influenza, coxsackie, rinovírus e outros.
- Modo físico: É conseqüência de um quadro alérgico normalmente ocasionado por poeira, pólen, serragem, alterações climáticas, ou outros fatores que possam irritar a mucosa.

## Tratamento
Pode-se combater a coriza com medicamentos que diminuam a vasodilatação da mucosa nasal, normalmente encontrados em remédios que combatem a gripe, como antialérgicos e antipiréticos (combate a febre). Também se recomenda o uso de vasoconstritor para desobstrução nasal permitindo a respiração normal..
A utilização de corticoides é indicada em últimos casos, onde os vasoconstritores já não estão mais resolvendo o problema e a coriza é constante.